# Abadia de Arbroath
A Abadia de Arbroath foi uma abadia fundada em 1178 por um grupo de monges beneditinos da Ordem de Tiron, da Abadia de Kelso, durante o reinado de Guilherme, o Leão. Ela foi consagrada em 1197 e dedicada ao mártir São Tomás Becket, com quem o rei havia se encontrado na corte inglesa. Foi a única fundação pessoal de Guilherme — ele foi enterrado diante do altar-mor da igreja em 1214.

O último abade de Arbroath foi o cardeal David Beaton, que em 1522 sucedeu seu tio Jaime ao tornar-se Arcebispo de St Andrews.  A Abadia é administrada pelo Instituto Histórico da Escócia e é aberta ao público ao longo do ano (entrada paga). A típica ruína em arenito vermelho fica no alto da High Street em Arbroath.

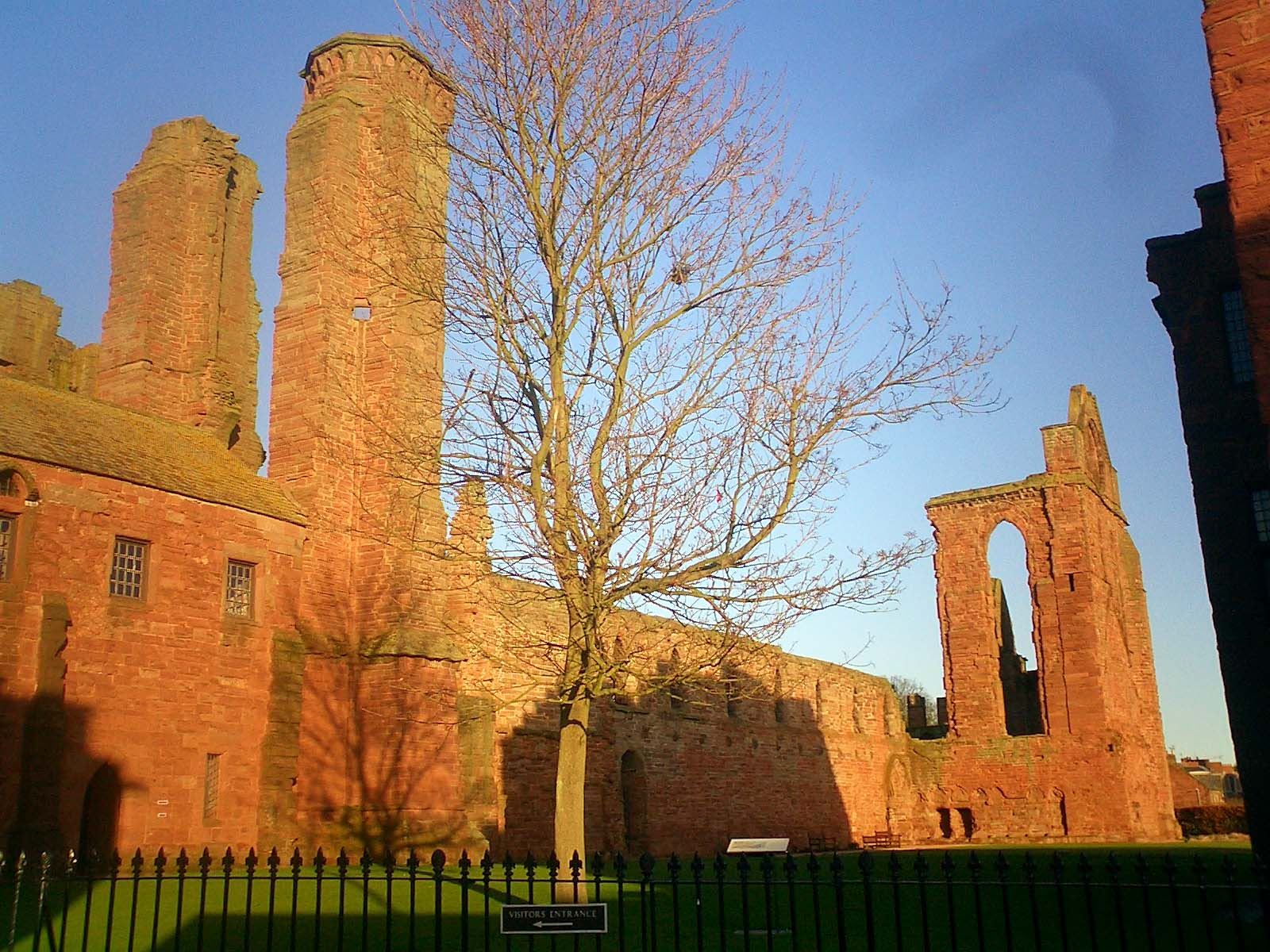
A Abadia de Arbroath, com sua típica construção em arenito